# Lijst van afleveringen van Tour of Duty
Dit is een lijst met afleveringen van de Amerikaanse televisieserie Tour of Duty. De serie telt 3 seizoenen. Een overzicht van alle afleveringen is hieronder te vinden.

## Seizoen 1
| Nr. | Titel aflevering                | Uitzenddatum VS   |
| --- | ------------------------------- | ----------------- |
| 1   | Pilot                           | 24 september 1987 |
| 2   | Notes from the Underground      | 1 oktober 1987    |
| 3   | Dislocations                    | 8 oktober 1987    |
| 4   | War Lover                       | 15 oktober 1987   |
| 5   | Sitting Ducks                   | 29 oktober 1987   |
| 6   | Burn Baby, Burn                 | 5 november 1987   |
| 7   | Brothers, Fathers, and Sons     | 12 november 1987  |
| 8   | The Good, the Bad, and the Dead | 19 november 1987  |
| 9   | Battling Baker Brothers         | 10 december 1987  |
| 10  | Nowhere to Run                  | 17 december 1987  |
| 11  | Roadrunner                      | 7 januari 1988    |
| 12  | Pushin' Too Hard                | 14 januari 1988   |
| 13  | USO Down                        | 21 januari 1988   |
| 14  | Under Siege                     | 11 februari 1988  |
| 15  | Soldiers                        | 18 februari 1988  |
| 16  | Gray-Brown Odyssey              | 25 februari 1988  |
| 17  | Blood Brothers                  | 12 maart 1988     |
| 18  | The Short Timer                 | 19 maart 1988     |
| 19  | Paradise Lost                   | 26 maart 1988     |
| 20  | Angel of Mercy                  | 9 april 1988      |
| 21  | The Hill                        | 30 april 1988     |

## Seizoen 2
| Nr. | Titel aflevering        | Uitzenddatum VS  |
| --- | ----------------------- | ---------------- |
| 1   | Saigon: Part 1          | 3 januari 1989   |
| 2   | Saigon: Part 2          | 10 januari 1989  |
| 3   | For What It's Worth     | 17 januari 1989  |
| 4   | True Grit               | 24 januari 1989  |
| 5   | Non-Essential Personnel | 31 januari 1989  |
| 6   | Sleeping Dogs           | 7 februari 1989  |
| 7   | I Wish It Would Rain    | 14 februari 1989 |
| 8   | Popular Forces          | 21 februari 1989 |
| 9   | Terms of Enlistment     | 21 maart 1989    |
| 10  | Nightmare               | 28 maart 1989    |
| 11  | Promised Land           | 4 april 1989     |
| 12  | Lonesome Cowboy Blues   | 11 april 1989    |
| 13  | Sins of the Fathers     | 25 april 1989    |
| 14  | Sealed with a Kiss      | 2 mei 1989       |
| 15  | Hard Stripe             | 9 mei 1989       |
| 16  | The Volunteer           | 16 mei 1989      |

## Seizoen 3
| Nr. | Titel aflevering                            | Uitzenddatum VS   |
| --- | ------------------------------------------- | ----------------- |
| 1   | The Luck                                    | 23 september 1989 |
| 2   | Doc Hock                                    | 30 september 1989 |
| 3   | The Ties That Bind                          | 7 oktober 1989    |
| 4   | Lonely at the Top                           | 14 oktober 1989   |
| 5   | A Bodyguard of Lies                         | 28 oktober 1989   |
| 6   | A Necessary End                             | 4 november 1989   |
| 7   | Cloud Nine                                  | 11 november 1989  |
| 8   | Thanks for the Memories                     | 18 november 1989  |
| 9   | I Am What I Am                              | 2 december 1989   |
| 10  | World in Changes                            | 9 december 1989   |
| 11  | Green Christmas                             | 23 december 1989  |
| 12  | Odd Man Out                                 | 6 januari 1990    |
| 13  | And Make Death Proud to Take Us             | 20 januari 1990   |
| 14  | Dead Man Tales                              | 3 februari 1990   |
| 15  | Road to Long Binh                           | 10 februari 1990  |
| 16  | Acceptable Losses                           | 17 februari 1990  |
| 17  | Vietnam Rag                                 | 24 februari 1990  |
| 18  | War Is a Contact Sport                      | 24 maart 1990     |
| 19  | Three Cheers for the Orange, White and Blue | 14 april 1990     |
| 20  | The Raid                                    | 28 april 1990     |
| 21  | Payback                                     | 28 april 1990     |